# عبد العزيز بن عبد الرحمن بن حسن آل ثاني
الشيخ الدكتور عبد العزيز بن عبد الرحمن بن حسن آل ثاني هو أحد الأعلام الهامة في دولة قطر وأحد أفراد العائلة الحاكمة، درس الهندسة النووية في جامعة بولدر في كولورادو وحصل على الدكتوراه من الجامعة الأمريكية في القيادة وجامعة لاهاي بنفس التخصص، وشغل منصب مستشار الأمير الديني.

## السيرة العامة والحكومية
شغل الشيخ د.عبد العزيز آل ثاني العديد من المناصب الهامة في دولة قطر والتي لعب أثنائها أداورا مهمه في تطوير وبناء تلك الجهات.
- 1994 - 2000 أمين عام مؤسسة عيد الخيرية.
- 1996 - 1999 عضو مجلس إدارة صندوق الزكاة .
- 1996 - 2000 رئيس اللجنة القطرية المشتركة للإغاثة.
- 2000 - 2008 رئيس الهيئة القطرية للأعمال الخيرية.
- 1994 - 1996 نائب رئيس وحدة الدفاع النووي والبيولوجي والكيماوي.
- 1995 - 1999 مساعد وزير الأوقاف.
- 1997 - 2003 مساعد مكتب وزير الأوقاف.
- 1998 - 2002 مدير إدارة المساجد بالدولة.
- 1997 - 2000 رئيس جمعية قطر الخيرية .
- 2001 - 2008 أمين عام مجلس العائلة الحاكمة آل_ثاني.
- 2002 - 2007 رئيس مشروع تطوير محاكم قطر.
- 2002 - 2007 عضو مجلس المجلس الأعلى للأسرة ورئيس 3 لجان على مستوى الدولة.
- 1994 - 2005 رئيس ومؤسس نادي أم صلال الرياضي.
- 1994 - 2015 رئيس مركز شباب برزان.
- 2010 - إلى الآن سفير نوايا حسنة للأمم المتحدة.
- 2002 - إلى الآن رئيس مجلس الأمناء بصناديق العمل الإنساني بمنظمة التعاون الإسلامي
- 2012 - إلى الآن رئيس مجلس إدارة و رئيس مشروع القلاع للتدريب والتطوير والاستشارات: (هو مشروع كبير ورائد في العمل التدريبي والاستشارات تقوم بتدريب الكوادر في الوزارات وكذلك منظمات خارجية ونبني الخطط الإستراتيجية لعديد من المنظـمات، و مسئولة عن تنظيم فعاليات المؤتمر السنوي لعالمية المؤسسة Global Organization في دولة قطر، و المنتدى الثقافي فكر)
- تقلد أكثر من 33 منصب قيادي في الداخل والخارج .
- الدورات التدريبيه :حضور وتجاوز أكثر من 1200 دوره في الإدارة والقيادة والتربية والهندسة وغيرها من الدورات .
- الفعاليات والورش: حضور ومشارك في أكثر من 300 ورشة وفعالية داخلية وخارجية.
- العمل الشخصي: محاضر ومدرب لأكثر من 400 دورة في أكثر من مؤسسة وجامعة.
- الاستشارات: عمل أكثر من خطه إستراتيجيه للعديد من الوزارات والمؤسسات والهيئات.